# Manx (kattras)
Manx är en brittisk korthårig kattras som oftast saknar svans. I vissa fall kan de ha svans och brukar delas in i olika kategorier beroende på svanslängd: "Rumpy," "Rumpy-riser," "Stumpy" och "Longy." Manx-katter har längre bakben än andra katter, vilket gör att de ser ut som skuttande kaniner när de springer, särskilt när de är kattungar.

## Temperament
Katter av rasen Manx brukar gilla vatten, har lätt för att lära sig att gå i koppel, och är väldigt intelligenta. Rasen brukar sägas ha ett hundliknande beteende. Den kan även vara mycket ljudkänslig.

## Historia
Manxkatten kommer ursprungligen från ön Isle of Man i Irländska sjön. Förr i tiden gick spekulationer om att rasen uppstod genom att en katt hade parat sig med en kanin, men så är inte fallet. Svanslösheten är en dominant gen som har uppstått genom mutation och sedan spridit sig bland kattpopulationen på ön. Manx finns numera även i en semilånghårig variant, Cymric.